# Palazzo De Scorciatis
Il palazzo De Scorciatis è un edificio monumentale di Napoli ubicato in vico Cinquesanti.

## Storia
Il palazzo venne eretto già nel 1270. Nel 1482 Julio de Scorciatis (italianizzato in Giulio Scorziata), giudice della Magna Curia, ottenne la proprietà grazie ai buoni rapporti con il re Ferrante I di Napoli; quindi l'immobile fu completamente ricostruito secondo i dettami dell'epoca. Col passar degli anni, i rapporti tra il de Scorciatis ed il re iniziarono ad affievolirsi, infatti il giudice si alleò con Luigi XII di Francia e con il papa Alessandro VI in una congiura contro il re di Napoli. Il de Scorciatis fu arrestato ed imprigionato ed i beni immobiliari furono confiscati; venne poi scarcerato e si rifugiò nello Stato della Chiesa.
In seguito l'immobile fu acquistato dai Miroballo e successivamente dai Cortese; qui fu ospitato anche Giovan Battista Marino, mentre l'ultima famiglia a possederlo furono i Grasso (anche Crasso), baroni di Pianura. Infine divenne la sede temporanea, dal 1876 al 1877, dell'istituto Silvio Pellico dei padri gesuiti, ora istituto Pontano. Dal 1579 un'ala dell'edificio divenne sede di un conservatorio femminile con annessa chiesa, il Sacro Tempio della Scorziata.
Il palazzo fu seriamente danneggiato durante la seconda guerra mondiale e ricostruito secondo i moderni criteri.

## Descrizione

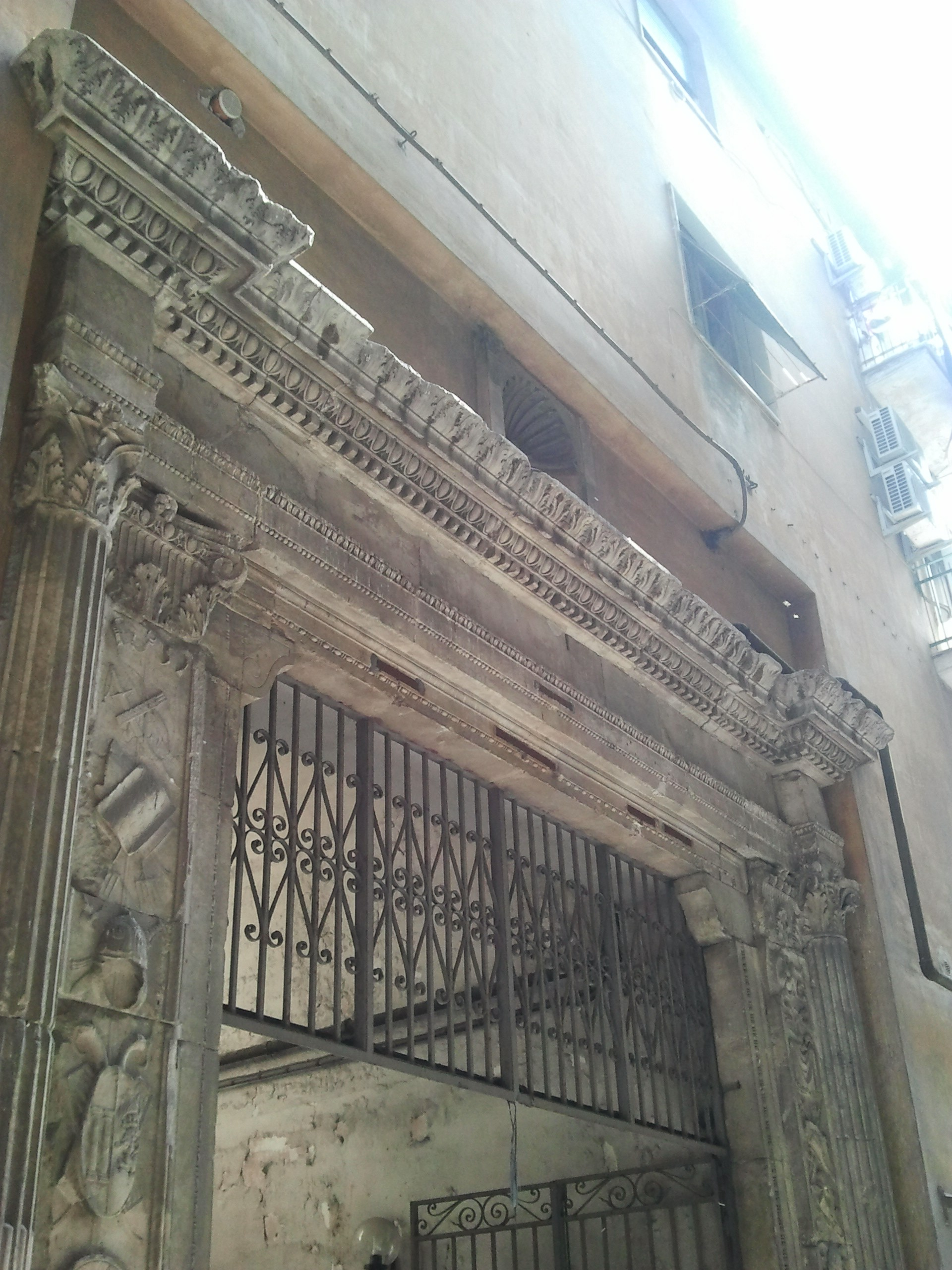
Portale

L'edificio è stato costruito ottenendo i materiali di spoglio degli antichi edifici romani; di notevole bellezza è portale d'ingresso realizzato con vari elementi, sempre di spoglio, come le colonne corinzie e la trave del portone, quest'ultima sostenuta da mensole poggianti su due piedritti in marmo. Nella trabeazione è collocato il ritratto del re Ferrante I di Napoli e qui furono inseriti anche gli stemmi dei Miroballo.
Il palazzo, che rappresentava un bell'esempio di architettura rinascimentale in città, conserva ancora frammenti del cortile rinascimentale in piperno; tuttavia, gli inquilini hanno tagliato gli archi di piperno per aprire finestre e balconi.